# Roy Williamson
Roy Murdoch Buchanan Williamson, né le 25 juin 1936 à Édimbourg et décédé le 12 août 1990 à Forres, est un compositeur et musicien de folk écossais, révélé avec The Corries.

## Débuts
La mère de Roy Williamson joue du piano. À l'école il apprend à jouer la flûte à bec à l'écoute, en faisant semblant de lire les partitions. Son professeur l'apprit et l'exclut de ses leçons de musique. Il est allé à la Wester Elchies School, puis à Aberlour et à Gordonstoun en Moray. Il a enseigné le matelotage et la navigation à Burghead avant d'aller au Edinburgh College of Art. C'est là qu'il a rencontré Ronnie Browne en 1955, avec qui il a fait équipe dans les Corries. Leur relation a duré plus de trente ans.

## The Corries
En 1955 Williamson rencontre Ronnie Browne au Edinburgh College of Art. Cette rencontre est le début d'une relation de trente cinq années.
En 1962, Roy Williamson, Bill Smith et Ron Cockburn forment le Corrie Folk Trio. Après quelques semaines, Cockburn a quitté le groupe, déjà inscrit au festival d'Édimbourg. Afin de retrouver leur nombre initial, Williamson a suggéré que Ronnie Browne rejoigne le groupe. La chanteuse irlandaise Paddie Bell s'est également ajoutée, et le groupe est devenu the Corrie Folk Trio and Paddie Bell.
Leur carrière culmine au début des années 1970, où plusieurs de leurs albums figurent dans le top 50 écossais. En 1974, leur single Flower of Scotland est rapidement adopté par les supporters de l'équipe écossaise de rugby à XV; la chanson est aujourd'hui l'un des hymnes officieux de l'Écosse.
Durant la tournée de 1989, la santé de Roy Williamson décline ; atteint d'une tumeur cérébrale, il passe ses derniers mois à Forres et meurt le 12 août 1990. Ronnie Browne a continué à enregistrer et a commencé une carrière d'acteur et de peintre ; il est aujourd'hui à la retraite. 
En 2007, les Corries intègrent le Scottish Traditional Music Hall of Fame lors des Scottish Trad Music Awards de Fort William.